# Aloe fosteri
Aloe fosteri es una  especie de Aloe nativa de  Sudáfrica.

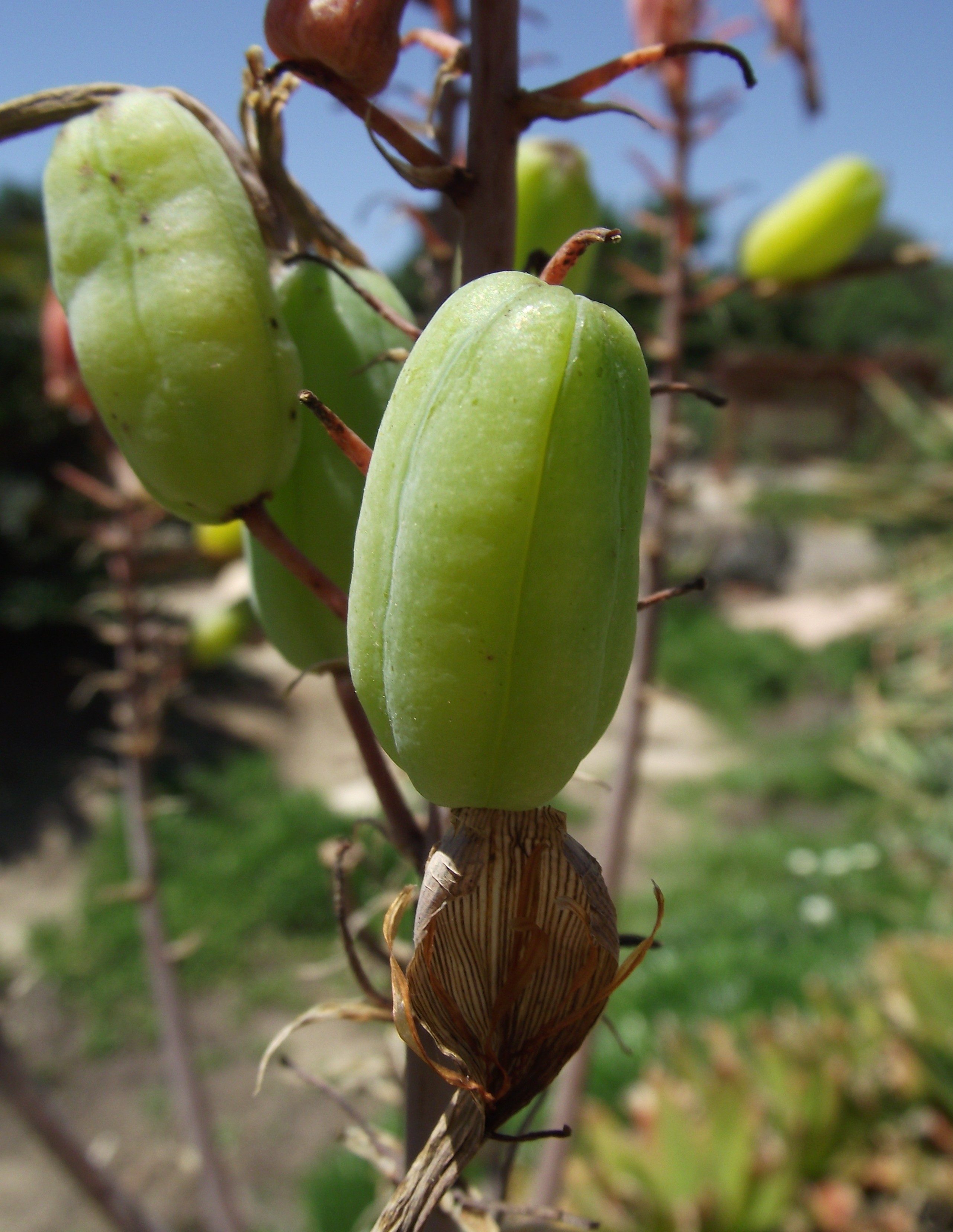
Fruto

## Descripción
Es una 	planta suculenta sin tallo, que alcanza un tamaño de 20-30 cm de altura, excluida la inflorescencia, a menudo con retoños para formar pequeños grupos. Las hojas en número de 25-40, de 250-500 x 60-100 mm, son de color verde, gris o marrón, lineales, con muchas manchas en forma de H irregular dispersa. Las inflorescencias con 40-80 ramas finales de 1.0-1.5 m de altura; en forma de racimos; con brácteas deltoides-acuminadas. Las flores de 15-27 mm de largo, de color amarillo al rojo.

## Distribución
Aloe fosteri se encuentra en los bosques espinosos en los suelos poco profundos y rocosos cerca de la Provincia de Limpopo y la escarpa de Mpumalanga, en el lado de la meseta, también hay dos registros de las montañas de la Cordillera Lebombo, uno a cada lado de la frontera de Mozambique / Sudáfrica.

## Hábitat
Las diferencias entre esta especie y Aloe branddraaiensis se tratan en esa especie. La fina cubierta cerosa de las hojas, de color gris, que se pueden frotar con un paño, es aplicable sólo a esta especie. El flores varían desde el color amarillo limón al carmesí, e incluso al color rosa pálido.

## Taxonomía
Aloe fosteri fue descrita por Neville Stuart Pillans y publicado en S. African Gard. 23: 140, en el año (1933).
Etimología
Aloe: nombre genérico de origen muy incierto: podría ser derivado del griego άλς, άλός (als, alós), "sal" - dando άλόη, ης, ή (aloé, oés) que designaba tanto la planta como su jugo - debido a su sabor, que recuerda el agua del mar. De allí pasó al Latín ălŏē, ēs con la misma aceptación, y que, en sentido figurado, significaba también "amargo". Se ha propuesto también un origen árabe, alloeh, que significa "la sustancia amarga brillante"; pero es más probablemente de origen complejo a través del hébreo: ahal (אהל), frecuentemente citado en textos bíblicos.
fosteri: epíteto otorgado en honor del botánico sudafricano Cyril Foster de  Krugersdorp.